# Ulica Ferdynanda Focha w Radomiu
Ulica Ferdynanda Focha w Radomiu – ulica w dzielnicy Śródmieście. Przez ulicę Żeromskiego łączy plac Konstytucji z placem Jagiellońskim. Krzyżuje się z ulicą Kilińskiego.

## Nazwa
Nazwa ulicy wielokrotnie ulegała zmianom:
- do 1925: ul. Zgodna
- 1925–1939: ul. Ferdynanda Focha
- 1939–1945: Göringstraße
- od 1945: ul. Ferdynanda Focha

## Architektura
Przeważającym typem zabudowy są kamienice czynszowe z przełomu XIX i XX wieku, jednak najbardziej charakterystycznym budynkiem ulicy jest Dom Rzemiosła – modernistyczny gmach zbudowany w latach 1983–1989 według projektu radomskich architektów – Bogusława Bluma i Ryszarda Stępnia, obecnie siedziba m.in. Izby Rzemieślniczej, Cechu Rzemiosł Różnych, Banku Spółdzielczego Rzemiosła i wielu innych instytucji.
Rejestr zabytków
Do rejestru zabytków Narodowego Instytutu Dziedzictwa wpisane są następujące obiekty:
- nr 10 – dom, XIX/XX w.
- nr 11 – kamienica, 1890
- nr 13 – dom, 1890

Gminna ewidencja zabytków
Do Gminnej Ewidencji Zabytków Miasta Radomia, oprócz obiektów z rejestru zabytków, wpisane są też budynki (stan z 2017):
- nr 3 – dom murowany, 4. ćw. XIX w.
- nr 5 – dom murowany, 4. koniec XIX w.
- nr 9 – dom murowany, 4. ćw. XIX w.

## Pomniki

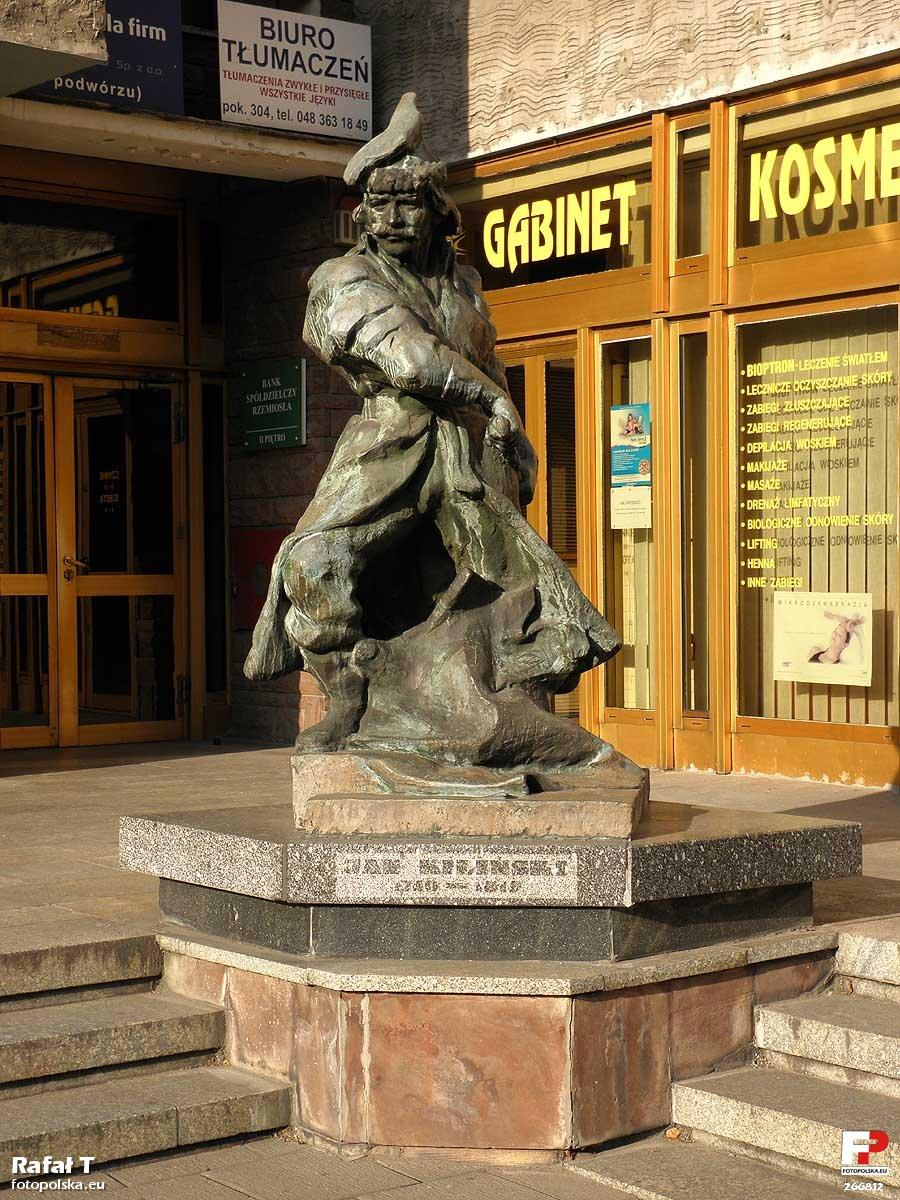
Pomnik Jana Kilińskiego znajdujący się na skwerze przed Domem Rzemiosła.

## Galeria

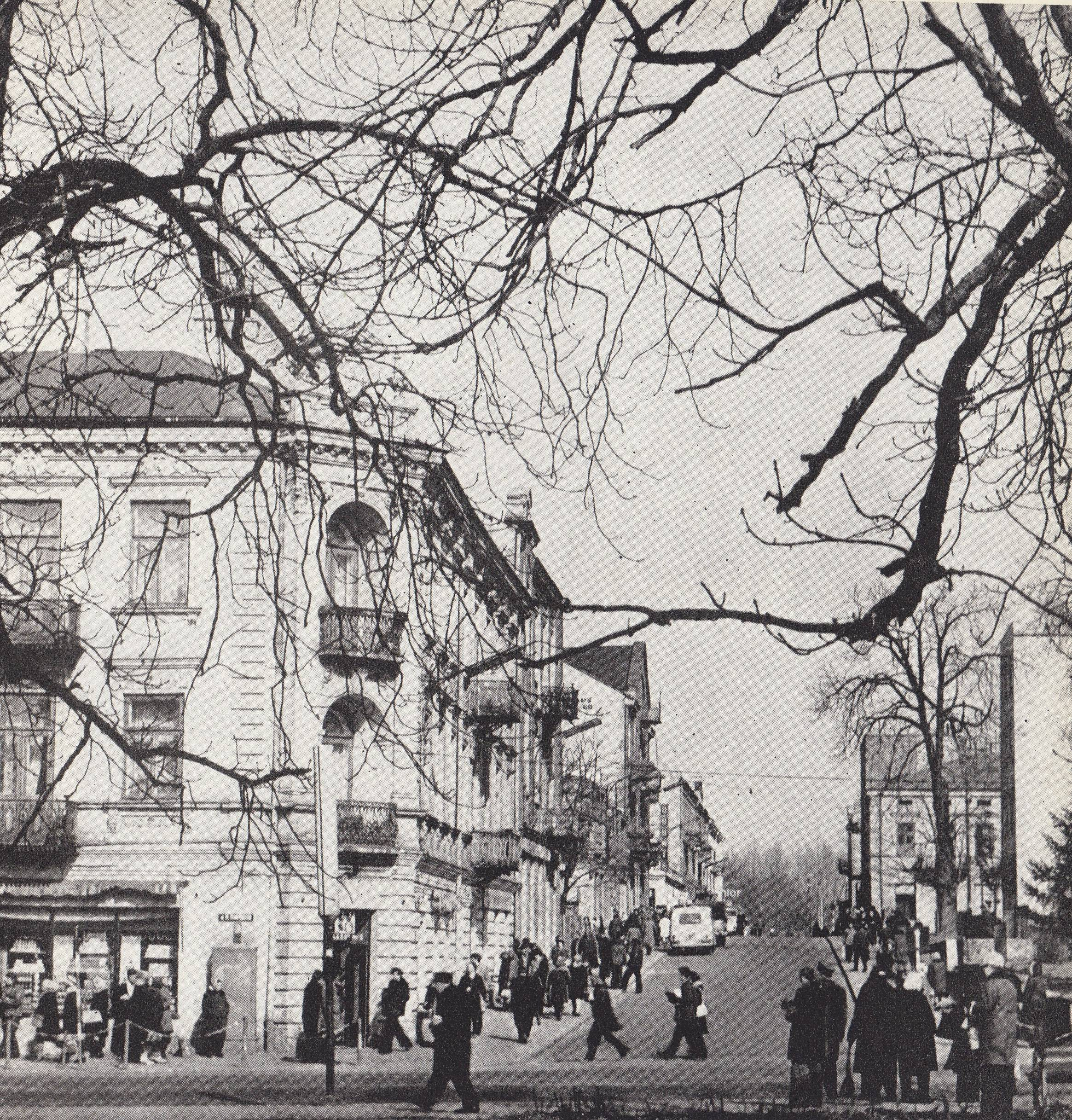
Widok ulicy Focha w kierunku placu Jagiellońskiego.
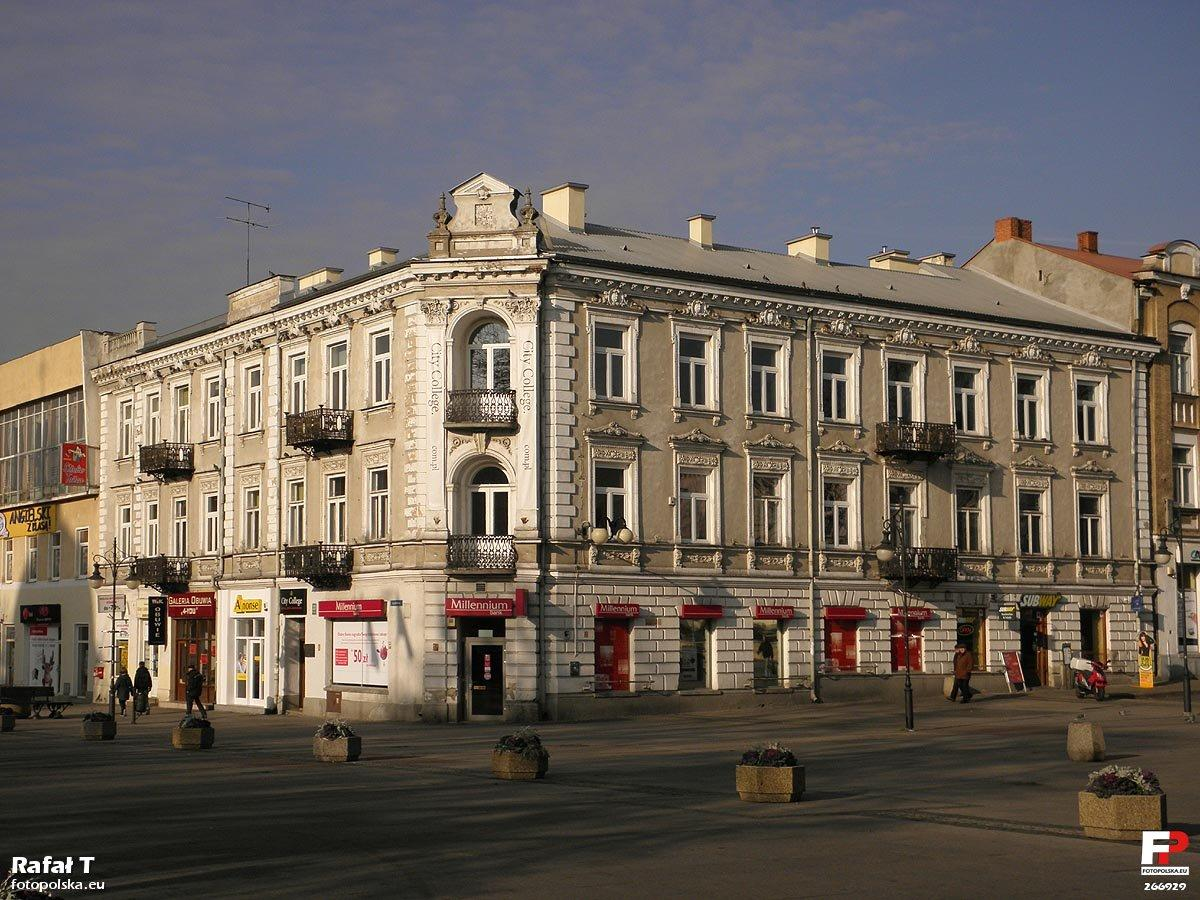
Kamienica usytuowana na rogu z ulicą Żeromskiego.
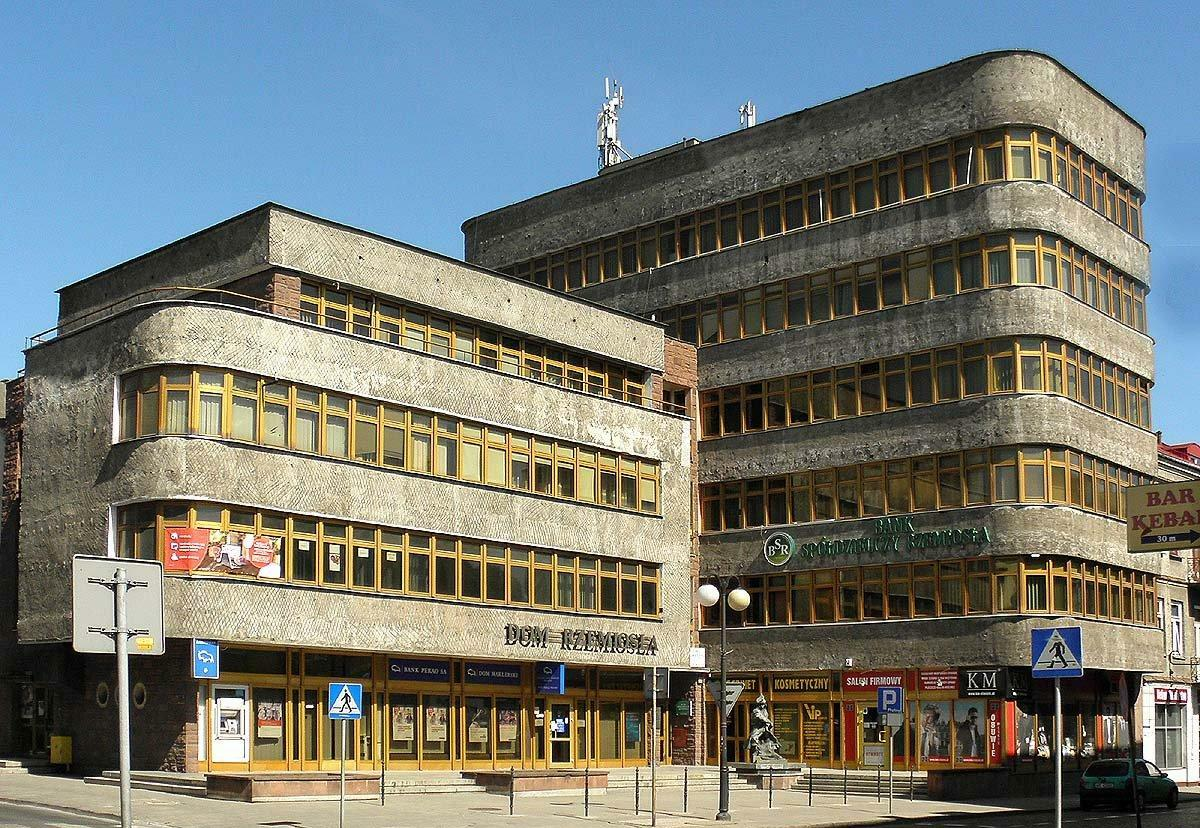
Dom Rzemiosła usytuowany na rogu z ulicą Kilińskiego.
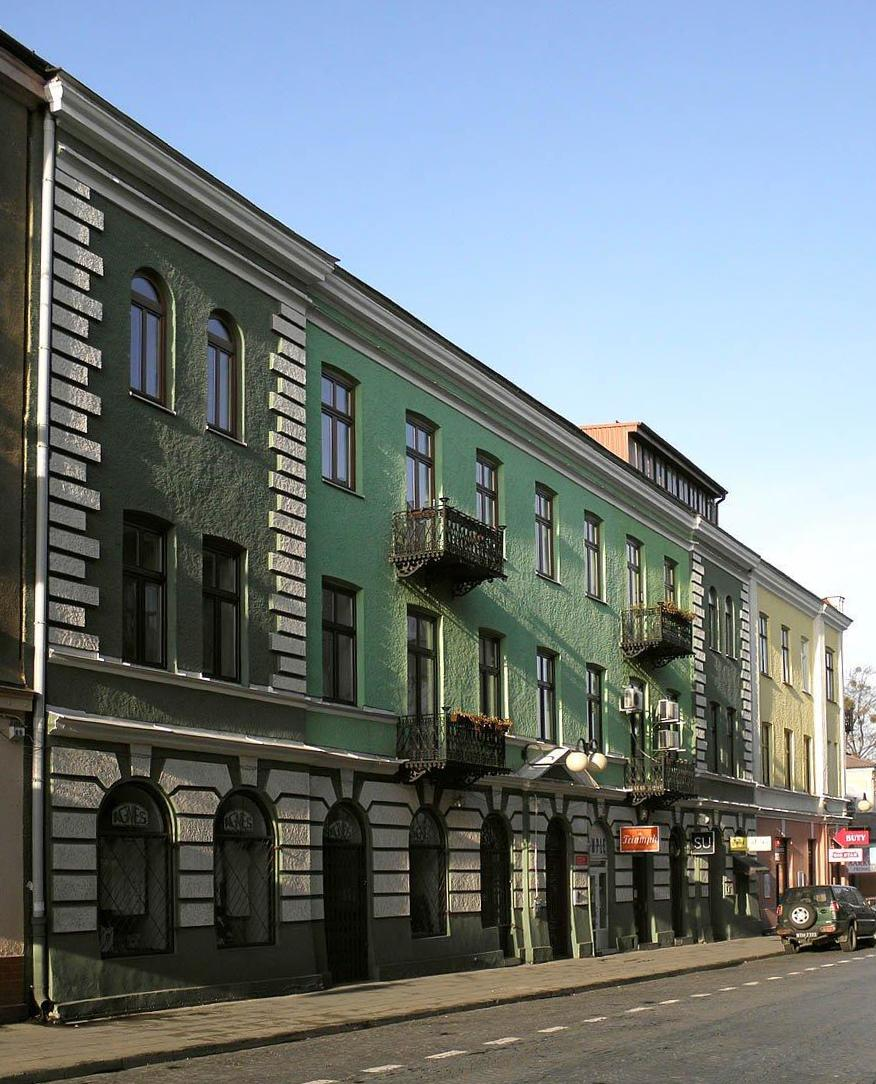
Jedna z kamienic na odcinku pomiędzy ulicą Kilińskiego i placem Jagiellońskim.